# Berglungört
Berglungört (Pulmonaria montana) är en strävbladig växtart som beskrevs av Alexandre Louis Alexander Ludwig Simon Lejeune. Enligt Catalogue of Life ingår Berglungört i släktet lungörter och familjen strävbladiga växter, men enligt Dyntaxa är tillhörigheten istället släktet lungörter och familjen strävbladiga växter. Arten förekommer tillfälligt i Sverige, men reproducerar sig inte.

## Underarter
Arten delas in i följande underarter:
- P. m. jurana
- P. m. montana

## Bildgalleri

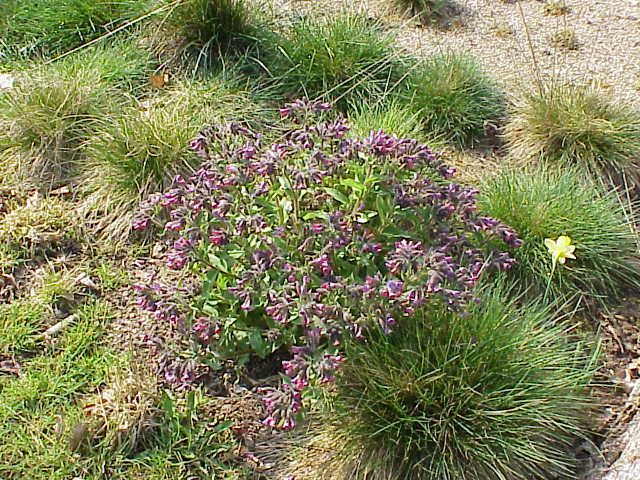
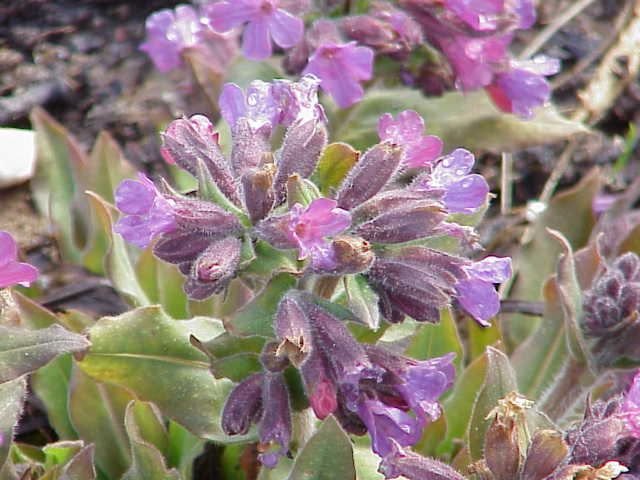
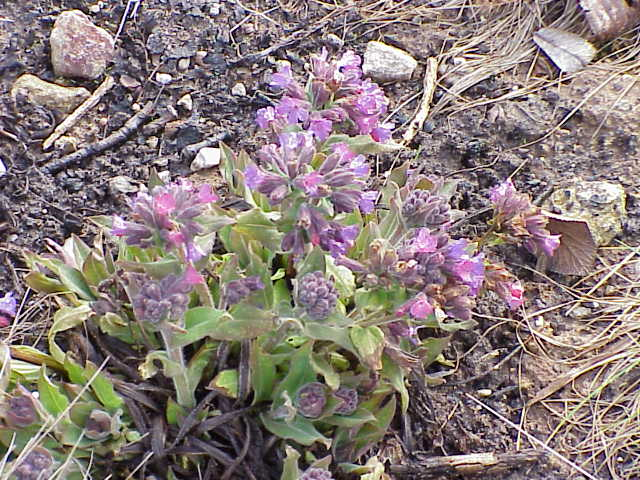
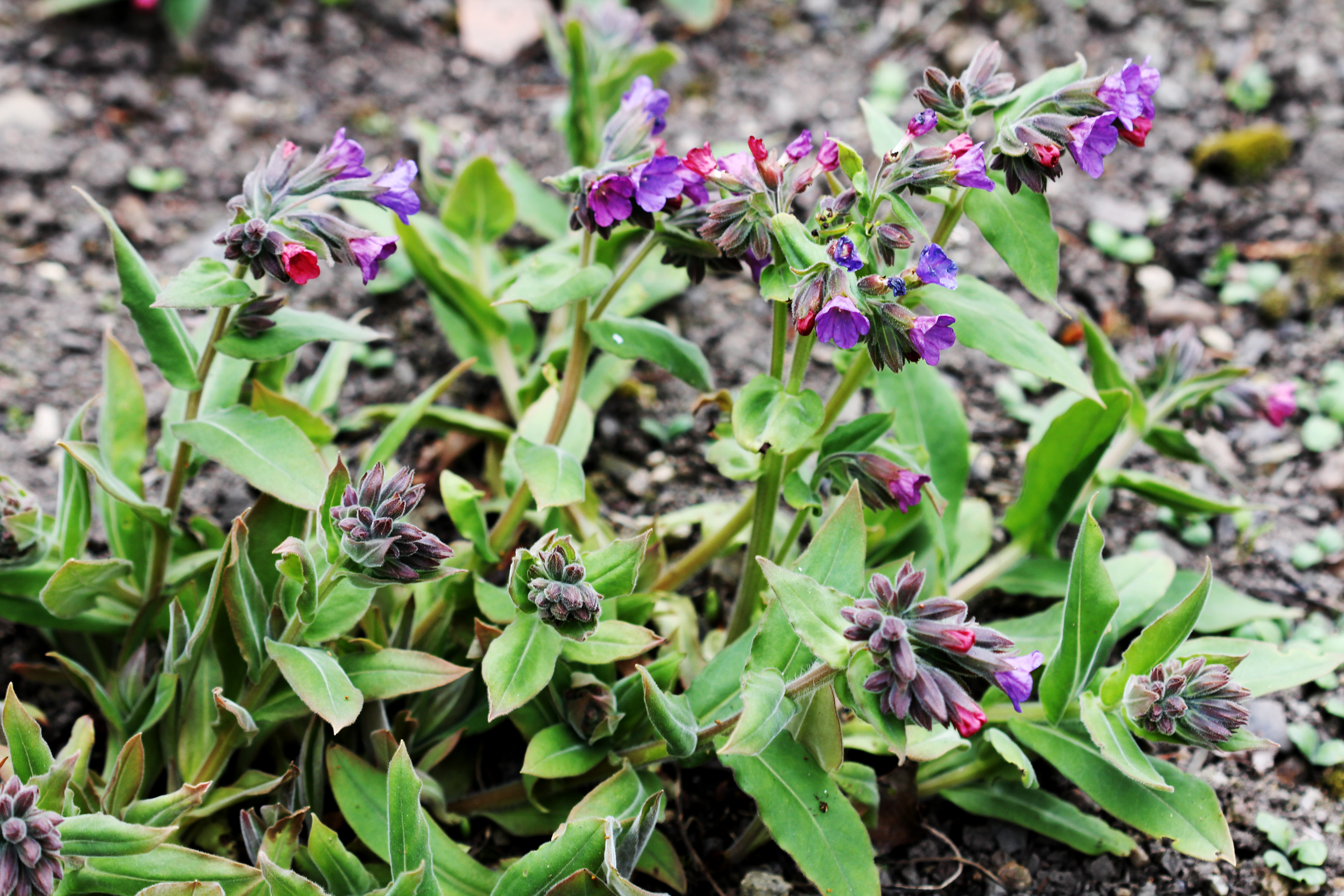